# 北京航空航天大学
北京航空航天大学（英語：Beihang University），简称北航，是一所主体位于北京市的公立高等院校。
北京航空航天大学是中华人民共和国工业和信息化部所属的7所高等院校之一。 学校肇始于1934年清华大学在工学院机械工程系设置的航空工程组，于1951年至1952年之间的高等院校院系调整中以清华大学航空学院为主体并入其他院校相关专业而成，初名北京航空学院。学校地处海淀区学院路，是20世纪50年代著名的八大学院之一；如今北航在北京市昌平区的沙河高教园区建有分校区，在北京市房山区窦店镇以及青岛市、合肥市、昆明市等地建有研究院。
北京航空航天大学是“双一流A类”和原“985工程”、原“211工程”重点建设大学，同時亦入选珠峰计划、2011计划、111计划、卓越工程师教育培养计划，为国际宇航联合会、欧洲顶尖工业管理者高校联盟、中欧精英大学联盟、中国西班牙大学联盟、中俄工科大学联盟、中俄综合性大学联盟成员。2018年10月，北航拥有42个学院、研究院，覆盖工、理、管、医、法、文等10个学科门类，是以工科为主的综合性研究型高等学府；北航拥有1个国家实验室（筹）、9个国家重点实验室和一系列省部级实验室，承担了“月宫一号”等重大科研项目；北航还参与、组织了万维网联盟等23个协会组织。

## 历史沿革

### 溯源
北京航空航天大学的前身北京航空学院肇始于1934年清华大学在工学院机械工程系设置的航空工程组。1952年在当时的中国高等院校院系调整的大背景下，由清华大学航空工程学院为主体，并入四川大学和北京工业学院相关专业而成。其中清华大学航空工程学院是在1951年由原清华大学航空工程系并入北洋大学航空系、西北工学院航空系（北洋大学留陕部分）和厦门大学航空系而成，北京工业学院航空系是在1951年由刚刚成立的华北大学工学院航空系和西南工业专科学校航空专修科合并而成，四川大学航空系是在1951年由原四川大学航空系和云南大学航空系合并而成。
中国高等院校的航空院系发展较晚，实力较弱。虽然冯如在1909年，亦即莱特兄弟后五年，造出了国人的第一架飞机，但受制于旧思维和时局动荡，中国的航空工业始终未能发展。直至九一八事变和一二八淞沪抗战后，面对沉痛的亡国教训，国人逐步认识到航空科技的重要性，“航空救国”的理念由此而生。怀着这样的理念，许多爱国青年远涉重洋，赴欧、美学习航空知识，回国后克服重重困难，以极大的爱国热情创办航空系科，努力培养中国的航空科技人才。中国最早的航空工程专业是清华大学于1934年在工学院机械工程系设立的航空工程组及1938年成立的西南联大航空工程系。至20世纪40年代中期，全国亦仅有清华、北洋、交大、浙大、厦大等少数几所高校设立了航空工程院系。随着建国之后国家对航空工业的重视和需要，并借助全国高等院校院系调整的东风，从1951年起，在中华人民共和国政府的主导下，全国的航空院系开始向少数几所高校聚集。
1951年3月，中共中央对国内大学原有的航空工程系、科作了初步调整：北洋大学、西北工学院（北洋大学留陕部分）和厦门大学的航空系，并入清华大学航空工程系成立清华大学航空工程学院；云南大学航空系（应飞虎队飞机修理任务而建立）并入四川大学航空系；原中央工业专科学校（当时已经改名为西南工业专科学校，今重庆大学）航空专修科和刚刚成立的华北大学航空系合并成立北京工业学院航空系。是年12月10日，周恩来总理召集会议讨论航空工业由修理过渡到制造的方案，李富春副总理提出“急需办一所航空大学”，周恩来总理表示同意，指示“按照你们提的意见办”。
1952年5月，根据周恩来总理要办专门的航空大学的指示及中央军委作出的《关于航空工业建设的决议案》中筹建航空学院的决定，中央教育部又制定出全国高等学校院系调整计划，对航空院系作了进一步的调整。6月12日，重工业部、教育部决定，并经国家财经委员会批准及中央军委同意，正式筹建北京航空工业学院。
1952年10月24日，教育部签发关于成立北京航空工业学院（成立后正式名称为北京航空学院，简称北航）的批文。几乎同时，原中央大学、浙江大学、交通大学的相关专业合并成华东航空学院。1956年华东航空学院迁至西安，更名为西安航空学院飞机系，1957年，西安航空学院并入西北工学院（今西北工业大学）。

### 北京航空学院时期
1952年10月25日，北京航空学院在原中法大学礼堂（当时属于北京工业学院）举行了成立大会，宣告成立。成立大会上宣读了教育部的任命：杨待甫为副院长兼教务长，原北京大学教授王俊奎、原清华大学教授屠守锷为副教务长，原清华大学教授沈元为副院长兼研究部主任，宗凤鸣为政治辅导处主任。（院长暂时空缺）10月25日也因此成为北京航空学院（和后来的北京航空航天大学）的校庆日。巧合的是，10月25日也是中国人民志愿军武装介入朝鲜战争并打响第一次战役的日子，即“抗美援朝纪念日”。随后，北京航空学院借用清华大学和北京工业学院的校园办学，两校航空专业在校生学籍转入北京航空学院。
1953年5月，北京航空学院在北京市西北郊海淀区柏彦庄选定校址后，6月1日就在四周没有公路的一片农田及坟堆土洼上正式动工兴建，数千名建筑工人日夜奋战，半年之内就完成了6万平方米的建筑。同年10月全体学生及部分教职工即迁居新校，开始正常的学习与工作。计划中的基本建设任务到1957年基本完成，竣工面积135,245平方米，修建道路64,160平方米，完成投资3,560余万元。1954年6月，武光被任命为北航第一任院长。
1958年，在党的总路线和教育方针指引下，北航开展勤工俭学，提倡并实践教学与科研、设计、生产的四结合，开展了航空型号研制工作。全校师生在100天内，完成了周恩来总理亲自批准的“北京一号”轻型旅客机的研制，同年9月24日试飞成功，并进行了京沪间2,500公里的航线试飞；研制成功了中国（同时也是亚洲）第一枚探空火箭——“北京二号”，于同年9月22日在东北白城子靶场发射试验成功；研制成功了中国第一架无人驾驶飞机——“北京五号”，即在安-2型飞机上安装了自行研制的无人驾驶控制系统，将该机改装成无人驾驶飞机，于同年9月25日试飞成功，为中国无人驾驶飞机的发展开了先河。
1959年5月，中共中央发布了《关于在高等学校中指定一批重点学校的决定》，北航成为全国16所重点高校之一。这是对北航成立7年来工作的充分肯定。
文化大革命期间，全国高校普遍出现了教学秩序混乱，正常招生停顿的现象，北航也不能免于被波及，期间更一度被红卫兵组织北航“红旗”控制；但是由于学校性质的特殊性，北航在北京各大高校中，受影响相对较小，也产出了无人侦察机等一批科研成果。
1976年，文化大革命结束，1977年12月恢复全国高等学校统一招生，1978年又恢复研究生招生。
1988年4月，经国家教委批准，北京航空学院改名为北京航空航天大学。

### 北京航空航天大学时期
1989年，北航成为“八五”期间全国14所重点建设的高校之一。
1997年，北航进入国家首批“211工程”建设高校行列。
2001年8月，北京市举办第21届世界大学生运动会，租用北航西南侧土地建设大运村（现作为学生公寓），同时建成北京航空航天大学体育馆，作为排球比赛场馆。
2001年9月，北航进入国家“985工程”建设高校行列。
2006年，北航艺术馆建成。同年，北航获批筹建航空科学与技术国家实验室。同年下半年，教学科研楼（新主楼）建成并投入使用，使得学校在教学硬件设施上有了大幅度地提升。北航新主楼是目前亚洲最大的单体教学楼。
2007年，北京航空航天大学沙河校区在北京市西北郊昌平区沙河镇沙河高教园区破土动工。该校区于2010年9月投入使用。
2008年，北京市举办第29届夏季奥林匹克运动会，北航体育馆作为举重比赛场馆。
2010年，北航成为国家“卓越工程师教育培养计划”高校，2011年又成为国家“珠峰计划”院校之一。2012年，北航入选首批“2011计划”。

## 概况

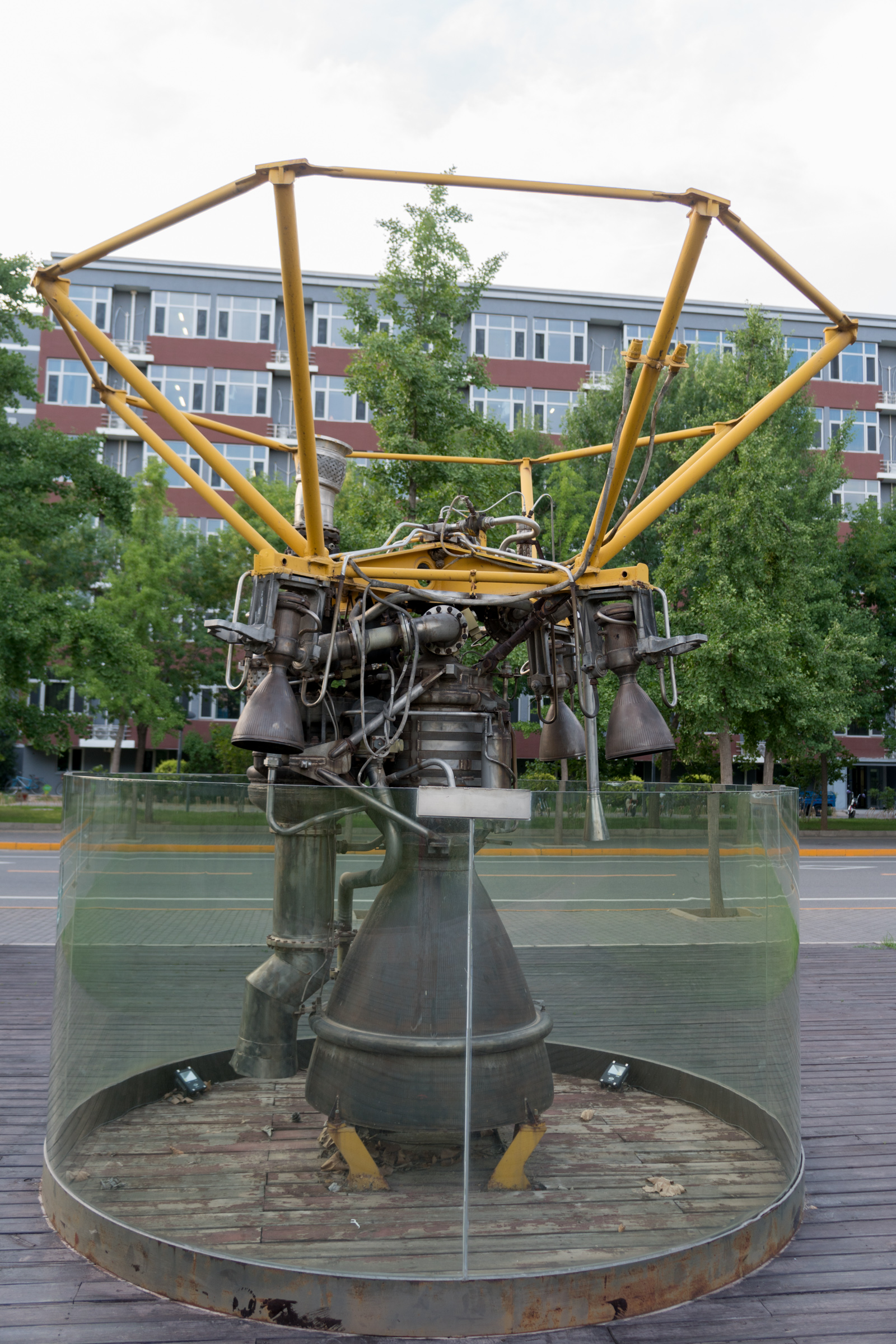
北航校园内展示的YF-24火箭发动机实物

北航早期是以航空科学技术教学和研究为主的专门高等学校，改革开放以后，逐渐发展成为一所多科性的大学，理、工、文、法、经济、管理、教育、哲学等学科都有所涉及，但北航仍然是一所以工科为主的大学。
目前，北航已成为一所包括30个学院，涵盖工、理、管、文、法、经、哲、教育、医和艺术10个学科门类的，具有航空航天特色和工程技术优势的多科性、开放式、研究型大学。截至2017年10月，北航有在职教职工3,907人，其中专任教师2,147人，其中包括两院院士23人，长江学者61人，中组部“千人计划”入选者27人，“973”计划首席科学家31人，“国家杰出青年科学基金”获得者48人，并引进诺贝尔奖获得者3人；截至2017年3月，有全日制在校学生30,642人，其中博士研究生4,492人，硕士研究生9,336人，全日制普通本专科生15,466人，外国留学生1,218人，另外还有专业硕士约11,000人。
2006年，北航获批筹建航空科学与技术国家实验室，2014年在北航沙河校区正式启用。同时北航还拥有“航空发动机气动热力实验室”、“软件开发环境国家重点实验室”、“虚拟现实技术国家重点实验室”、“飞行器控制一体化技术实验室”、“可靠性与环境工程实验室”和“国家计算流体力学实验室”等9个国家级重点实验室，4个国家工程中心以及66个省部级重点实验室。
如今的北航，既是教育中心又是科学研究中心，是中国高层次人才培养和科学研究的重要基地，正在向“建设扎根中国大地的世界一流大学”的宏伟目标加速前进，以“北航梦”助力实现中华民族伟大复兴的“中国梦”。

### 学院机构历史变迁
1952年10月25日，北京航空学院成立，设两个系：飞机系（设飞机设计和飞机工艺2个专业）和发动机系（设发动机设计和发动机工艺2个专业）。
1954年，为适应航空工业建设的需要，北航增设飞机设备、航空材料两个系以及航空仪表与自动器、飞机电气设备、特种设备、金相热处理、铸造、压力加工和焊接7个专业。
1956~1957年，根据我国12年科学规划的要求，北航在国内率先设立导弹类、管理类以及理科与工科相结合的空气动力学等专业。增设了导弹设计、液体火箭发动机、空气动力学、无线电设备、航空工程经济、仪表工艺等专业，成立了当时国内航空高等院校惟一的航空工程经济系。自此，北航开始逐渐摆脱苏联模式，根据我国航空工业实际需要自行设置新专业。
1958年新设立解算装置、火箭地面机械与发射装置专业。1959年设立航空非金属材料、腐蚀与表面保护、无线电导航、雷达、遥控遥测、航空原子能发动机设计等新专业。1960年增设航空核动力、航空工艺和工程物理系，1961年设立飞行器自动控制系。至此，北航已设立了10个系35个专业。文革开始后，部分系和专业被撤销。
1970年，北航开始进行准军事化管理，系改为大队，当时全校剩余8个系，分别改为一大队至八大队。
1972年4月，经第三机械工业部批准，全院大队改回为系，但是当时的大队号因简单实用，被保留下来，一直持续至今，成为北航的一大传统。
1977年恢复全国高等学校统一招生。1978年，北航按6大类21个专业组织本科生招生。
1978年7月成立计算机科学与工程系，11月恢复制造工程系的建制。
1988年4月，北京航空学院更名为北京航空航天大学，相应的，部分系开始改为学院。当时北航有14个学院或独立的系（下文称“一级单位”）。
1993年，北京航空航天大学与中国南方航空股份有限公司联合创办了飞行学院。至2001年，北航有17个一级单位。
2002~2003年，学校规划“依一级学科建院”，进行校内的大规模院系调整。同时，2002年9月，作为北航教育改革的先行者、创新拔尖人才成长的摇篮，北航高等工程学院成立。至2003年，北航有22个一级单位。
2005年，北航与法国中央理工大学合办北航中法工程师学院。2007年，北航完全建成了“校-院-系所”的教学组织体系。2010年试行大类招生；2012年开始试行跨学院大类招生；2017年起，除设计学类、飞行技术专业外，其他专业全部以试验班形式招生。
截至2018年4月，北航有37个学院、研究院，60个本科专业（自2017年起按8个大类和2个专业类招生），22个博士学位授权一级学科点，40个硕士学位授权一级学科点，20个博士后科研流动站。根据2018年4月19日国务院学位委员会的《关于印发学位授权自主审核单位名单的通知》，自2018年起，北航有权每年自主增列和调整博士、硕士学位授权点，并可直接报国务院学位委员会审批，无需复审；同时还可自主设置交叉学科，按一级学科管理。

### 学院和研究院列表
| 学院代码 | 学院名称                         | 成立时间 | 学院驻地                  | 英文名称                                                                   | 学院主页                                                                 |
| -------- | -------------------------------- | -------- | ------------------------- | -------------------------------------------------------------------------- | ------------------------------------------------------------------------ |
| 1        | 材料科学与工程学院               | 1954年   | 教学4号楼                 | School of Materials Science and Engineering (MSE)                          | http://www.mse.buaa.edu.cn/（页面存档备份，存于）                        |
| 2        | 电子信息工程学院                 | 1958年   | 新主楼F座                 | School of Electronics and Information Engineerin g(SEIE)                   | http://www.ee.buaa.edu.cn/（页面存档备份，存于）                         |
| 3        | 自动化科学与电气工程学院         | 1954年   | 新主楼E座                 | School of Automation Science and Electrical Engineering (SASEE)            | http://dept3.buaa.edu.cn/（页面存档备份，存于）                          |
| 4        | 能源与动力工程学院               | 1952年   | 教学3号楼                 | School of Energy and Power Engineering (SEPE)                              | http://sepe.buaa.edu.cn/（页面存档备份，存于）                           |
| 5        | 航空科学与工程学院               | 1952年   | 新主楼C座                 | School of Aeronautic Science and Engineering (ASE)                         | http://www.ase.buaa.edu.cn/（页面存档备份，存于）                        |
| 6        | 计算机学院                       | 1958年   | 新主楼G座                 | School of Computer Science and Engineering (SCSE)                          | http://scse.buaa.edu.cn/（页面存档备份，存于）                           |
| 7        | 机械工程及自动化学院             | 1952年   | 新主楼A座                 | School of Mechanical Engineering and Automation (ME)                       | http://www.me.buaa.edu.cn/（页面存档备份，存于）                         |
| 8        | 经济管理学院                     | 1956年   | 新主楼A座                 | School of Economics and Management (SEM)                                   | http://sem.buaa.edu.cn/（页面存档备份，存于）                            |
| 9        | 数学科学学院                     | 2009年   | 主楼南翼                  | School of Mathematics and Systems Science (SMSS)                           | https://web.archive.org/web/20161025045737/http://smss.buaa.edu.cn/      |
| 10       | 生物与医学工程学院               | 2008年   | 逸夫楼3-5层               | School of Biological Science and Medical Engineering (BME)                 | http://bme.buaa.edu.cn/（页面存档备份，存于）                            |
| 11       | 人文社会科学学院（公共管理学院） | 1997年   | 教学5号楼                 | School of Humanities and Social Sciences (HSS)                             | http://www.hss.buaa.edu.cn/（页面存档备份，存于）                        |
| 12       | 外国语学院                       | 1978年   | 如心楼                    | School of Foreign Languages (SFL)                                          | http://fld.buaa.edu.cn/（页面存档备份，存于）                            |
| 13       | 交通科学与工程学院               | 2007年   | 工训楼                    | School of Transportation Science and Engineering (TSE or TRANS)            | http://transportation.buaa.edu.cn/（页面存档备份，存于）                 |
| 14       | 可靠性与系统工程学院             | 1985年   | 为民楼                    | School of Reliability and Systems Engineering (RSE)                        | http://rse.buaa.edu.cn/（页面存档备份，存于）                            |
| 15       | 宇航学院                         | 1988年   | 新主楼B座                 | School of Astronautics (SA)                                                | http://www.sa.buaa.edu.cn/（页面存档备份，存于）                         |
| 16       | 飞行学院                         | 1993年   | 沙河校区 4号实验楼        | Flying College of Beihang University                                       | http://flying.buaa.edu.cn/（页面存档备份，存于）                         |
| 17       | 仪器科学与光电工程学院           | 2003年   | 新主楼B座                 | School of Instrumentation Science and Opto-electronics Engineering (SISOE) | http://yqgdxy.buaa.edu.cn/（页面存档备份，存于）                         |
| 18       | 北京学院                         | 2013年   | 游泳馆2层                 | School of Beijing                                                          | http://beijing.buaa.edu.cn/（页面存档备份，存于）                        |
| 19       | 物理科学与核能工程学院           | 2008年   | 主楼北翼                  | School of Physics and Nuclear Energy Engineering (SPNEE)                   | http://physics.buaa.edu.cn/（页面存档备份，存于）                        |
| 20       | 法学院                           | 2002年   | 如心楼                    | The Law School of Beihang University                                       | http://fxy.buaa.edu.cn/（页面存档备份，存于）                            |
| 21       | 软件学院                         | 2002年   | 新主楼C座                 | School of Software                                                         | http://soft.buaa.edu.cn/（页面存档备份，存于）                           |
| 22       | 现代远程教育学院                 | 2002年   | 世宁大厦                  | School of Modern Distance Education                                        | https://web.archive.org/web/20161025190202/http://www.beihangonline.com/ |
| 23       | 高等理工学院                     | 2002年   | 主楼南翼5层               | Shen Yuan Honors College of Beihang University                             | http://sae.buaa.edu.cn/（页面存档备份，存于）                            |
| 24       | 中法工程师学院                   | 2004年   | 教学2号楼                 | Beihang Sino-French Engineering School                                     | http://ecpkn.buaa.edu.cn/（页面存档备份，存于）                          |
| 25       | 国际学院                         | 2004年   | 图书馆东配楼              | International School of Beihang University                                 | http://is.buaa.edu.cn/（页面存档备份，存于）                             |
| 26       | 新媒体艺术与设计学院             | 2006年   | 逸夫楼2层                 | New Media Art and Design Institute                                         | http://art.buaa.edu.cn/（页面存档备份，存于）                            |
| 27       | 化学学院                         | 2008年   | 新主楼D座                 | School of Chemistry(SC)                                                    | http://sce.buaa.edu.cn/（页面存档备份，存于）                            |
| 28       | 马克思主义学院                   | 2008年   | 图书馆西配楼              | School of Marxism                                                          | http://ipth.buaa.edu.cn/（页面存档备份，存于）                           |
| 29       | 人文与社会科学高等研究院         | 2010年   | 西配楼                    | Institute for Advanced Studies in Humanities and Social Science            | http://gyy.buaa.edu.cn/（页面存档备份，存于）                            |
| 30       | 空间与环境学院                   | 2016年   | 沙河校区 4号实验楼        | School of Space and Environment (SSE)                                      | http://sse.buaa.edu.cn/（页面存档备份，存于）                            |
| 35       | 国际通用工程学院                 | 2017年   | 新主楼D座                 | School of General Engineering (SGE)                                        | http://sge.buaa.edu.cn（页面存档备份，存于）                             |
| 37       | 北航学院（本科生院）             | 2017年   | 沙河校区                  | Beihang College                                                            | http://bhc.buaa.edu.cn（页面存档备份，存于）                             |
| 39       | 网络空间安全学院                 | 2017年   |                           | School of Cyber Science and Technology                                     | http://cst.buaa.edu.cn（页面存档备份，存于）                             |
| 41       | 微电子学院                       | 2018年   |                           | School of Microelectronics                                                 | http://sme.buaa.edu.cn/（页面存档备份，存于）                            |
| 42       | 人工智能研究院                   | 2018年   | 新主楼B座                 | Institute of Artificial Intelligence                                       | http://iai.buaa.edu.cn （页面存档备份，存于互联网档案馆）                |
|          | 北斗丝路学院                     | 2017年   | 图书馆东配楼              | School of BeiDou and the Silk Road                                         |                                                                          |
|          | 无人机系统研究院                 |          | 为民后楼                  |                                                                            |                                                                          |
|          | 国际交叉科学研究院               | 2012年   | 新主楼H楼                 | International Research Institute for Multidisciplinary Science             | http://iri.buaa.edu.cn（页面存档备份，存于）                             |
|          | 医工交叉创新研究院               | 2016年   | 窦店基地                  | Interdisciplinary Innovation Institute for Medicine and Engineering        | http://ygy.buaa.edu.cn（页面存档备份，存于）                             |
|          | 合肥创新研究院                   | 2017年   | 合肥新站高新区魏武路999号 | HEFEI INNOVATION RESEARCH INSTITUTE OF BEIHANG UNIVERSITY                  | https://hfcxyjy.buaa.edu.cn/ （页面存档备份，存于）                      |

### 书院建设
2012年9月，北京航空航天大学改变了单纯由学院负主责的学生教育管理模式，建成了知行、汇融、启明、航天4个书院。每个书院对应2-4个专业大类背景相关学院；学院以学科为本，作为教学单位，负责开设各种显性课程，保证教学质量，选派导师；书院以学生为本，作为学生工作单位，负责发展辅导、心理辅导、组织社团活动等隐性课程。
按照北航的想法，书院制实施周期为2年，新生入学时不细分具体专业，由书院整体管理，一年后在与书院相关的学院范围内自主选择专业，两年后选择最终专业。实际操作上，有一个书院主体的试验班与学院主体的专业并存，一年后在与书院相关的学院范围选择最终专业的过渡期方案。
北航建设书院的目的是不断推进教育教学改革，构建创新人才培养的第三课堂，即以书院以及文化艺术教育场馆、国际化交流为载体，提升学生的人文素养和综合能力。
作为北航新兴的文科学院组成的书院，依托于人文与社会科学高等研究院，知行书院走在了全校书院化、通识化培养的前列。北航以打造精品文科为切入口，从知行文科试验班到社会科学试验班、知行书院，再推广到理工科学院，逐步推进通识教育的北航模式。
2012年开始知行书院招收小班精品化培养的知行文科试验班；2014年推广到书院所包括的所有系，即：北航所有社会科学类学院，全部归属于知行书院，高考时以社会科学试验班（知行书院）名义统一招生，大一、大二阶段统一进行培养（包括外国语学院的外语保送生），大二末分流至各个学院。
2014年7月15日，北航主办首届两岸三地高校现代书院制教育论坛，论坛上，北航知行书院与香港中文大学联合书院签署了合作框架协议，双方书院将开展定期互访、实现通识教育资源共享，书院学生将进行交流交换和联合培养。与会的北航知行书院等7个书院共同发起成立亚太高校书院联盟。
与此对应的是工科书院化的缓慢。启明书院于2012年成立，此后进展相对顺利，至2015年，基本完成了其下学生日常管理体系的整合；航天书院相对坎坷，于2016年调整为包含航空方面相关学院的新书院，以我国航空先驱冯如命名，称冯如书院。2016年起，启明书院、冯如书院开始招收“工科试验班”，试行一年期通识教育体系。
2017年8月，北航再次调整书院体系，设置7个书院以及1个管理模式类似书院的学院（北京学院，负责培养双培生），覆盖2017级85.3%的学生，其中除汇融书院、北京学院以学院形式单独管理外，其他6个书院全部归属北航学院统一管理。

#### 书院列表
| 书院代码 | 书院名称 | 成立时间                                               | 组成学院代码                       | 现行培养体系                 | 书院精神（院训）                       |
| -------- | -------- | ------------------------------------------------------ | ---------------------------------- | ---------------------------- | -------------------------------------- |
| 79       | 知行书院 | 2012年                                                 | 11、12、20、29                     | 新生不分专业，二年期通识教育 | 才德君子、中西古今                     |
| 73       | 士谔书院 | 2017年（更名）/2012年（原启明书院）                    | 2、3、6、17、21、39、41            | 新生不分专业，二年期通识教育 | 爱国、自信、博采、拓新                 |
| 23       | 汇融书院 | 2012年                                                 | 23                                 | 荣誉学院制，二年期通识教育   | 志存高远、胸怀天下、严谨求实、自由开放 |
| 74       | 冯如书院 | 2017年（改组）/2016年（改组更名）/2012年（原航天书院） | 1、4、5、7、10、13、14、15、16、17 | 新生不分专业，二年期通识教育 | 胸怀、勇气、坚持                       |
| 75       | 士嘉书院 | 2017年                                                 | 1、4、5、7、10、13、14、15、16、17 | 新生不分专业，二年期通识教育 | 求是至善、宁静致远                     |
| 76       | 守锷书院 | 2017年                                                 | 1、4、5、7、10、13、14、15、16、17 | 新生不分专业，二年期通识教育 | 守正•出新                              |
| 77       | 致真书院 | 2017年                                                 | 8、9、19、27、30                   | 新生不分专业，二年期通识教育 | 格物致知，上下求索，怀真抱素，内外兼修 |
| 71       | 传源书院 | 2021年                                                 | 2、3、6、17、21、39、41            | 新生不分专业，二年期通识教育 | 行而不辍，未来可期                     |

### 科学研究
截止2017年10月，有1个国家实验室（航空科学与技术国家实验室（筹）），9个国家级重点实验室（含4个国防科技重点实验室），4个国家级工程研究中心，66个省部级重点实验室；有6个国家自然科学基金委创新研究群体，12个教育部创新团队，6个国防科技创新团队。
国家实验室：航空科学与技术国家实验室（筹）
国家级重点实验室：虚拟现实新技术国家重点实验室、软件开发环境国家重点实验室、国家计算流体力学实验室、航空发动机气动热力国家科技重点实验室、“863”高技术CIMS设计自动化工程实验室、惯性技术国家级重点实验室、可靠性与环境工程实验室、飞行器控制一体化技术实验室、国家空管新航行系统技术重点实验室

## 校区分布与校园环境
```
|alt = 北京航空航天大学各个校区、研究院在全国的位置
|caption = 北京航空航天大学各个校区、研究院在全国的位置
|places =
```

}}
北京航空航天大学在北京有两个校区，分别为学院路校区、沙河校区，另有设在房山区的窦店基地；在京外正在建设合肥校区、青岛校区。北京航空航天大学在山东省青岛市、江苏省苏州市、浙江省杭州市、四川省成都市、云南省昆明市拟建校级合作基地，另曾在广西壮族自治区北海市有独立学院北京航空航天大学北海学院（与北航没有直接隶属关系，已转设）。

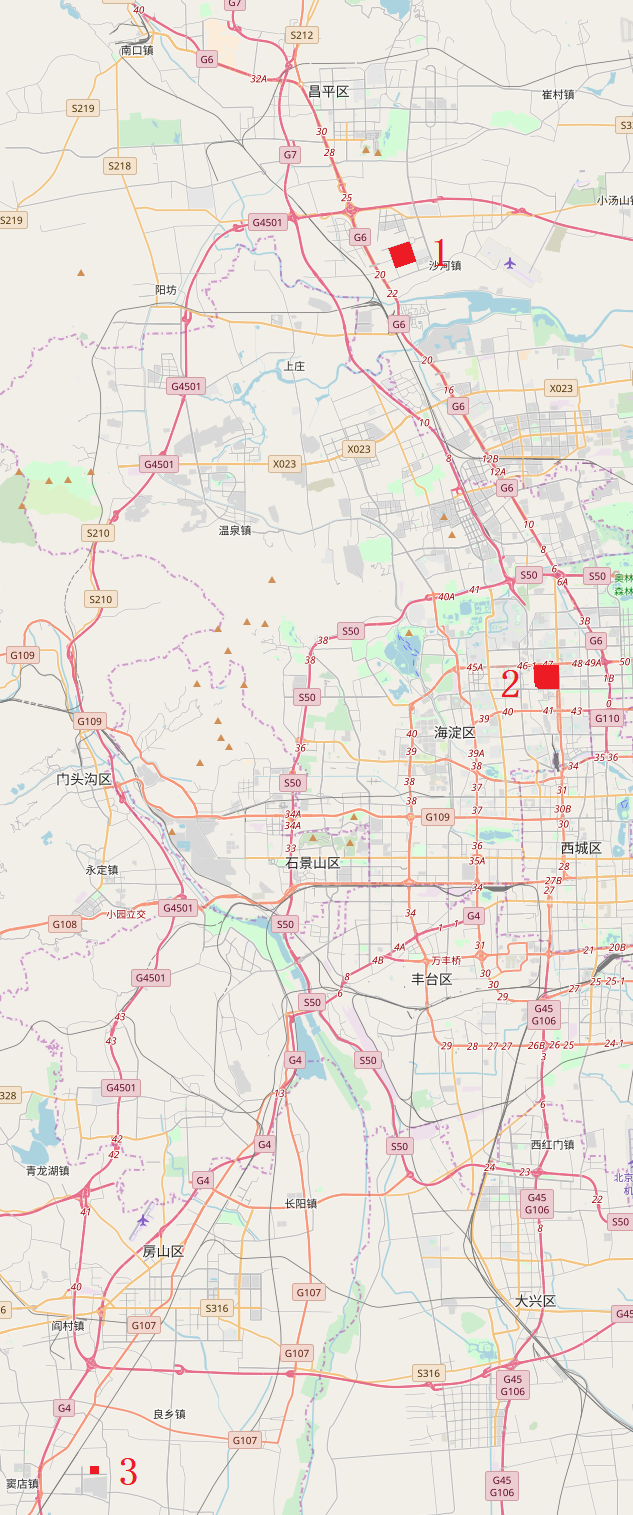
北京航空航天大学在京各个校区在北京的位置

### 学院路校区

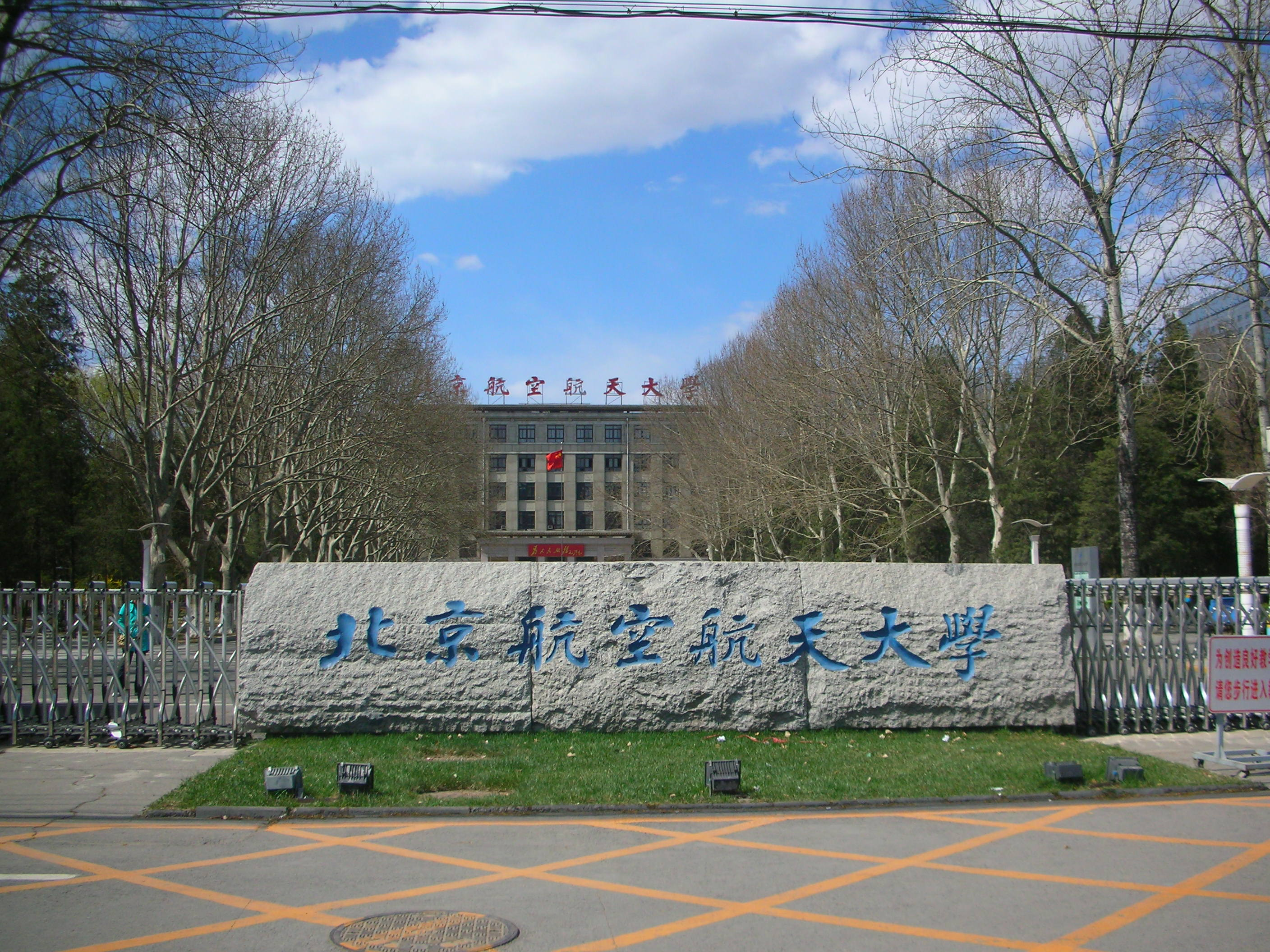
学院路校区正门（东门）

北京航空航天大学学院路校区，位于北京市海淀区花园路街道，元大都城墙外西北角，学院路西侧，通信地址是北京市海淀区学院路37号，邮编100191。学院路校区是北航校级行政机关的驻地。
整个校园分为教学区、生活区、家属区三个部分。教学区位于校园东北部，校园中路北段以东，2004年起设为步行区，禁止任何车辆通行；家属区位于校园西侧，占据校园约三分之一强的面积，大致沿学校西侧围墙从南到北贯穿整个校园，以校园西路为东边界；学生生活区位于校园中北部，分为南区和北区两个部分，以绿园（校内公园）分隔，共有学生公寓18栋；校园外西南角是大运村公寓，共有1-10号楼，楼高7-17层。校园周边目前有四处商业写字楼占用地块为北航所有，分别是东北角北四环学院桥西南侧的柏彦大厦、世宁大厦，以及东南角学知桥西北侧的致真大厦、唯实大厦。
学院路校区近现代建筑群已经被评为中国20世纪建筑遗产。

### 沙河校区

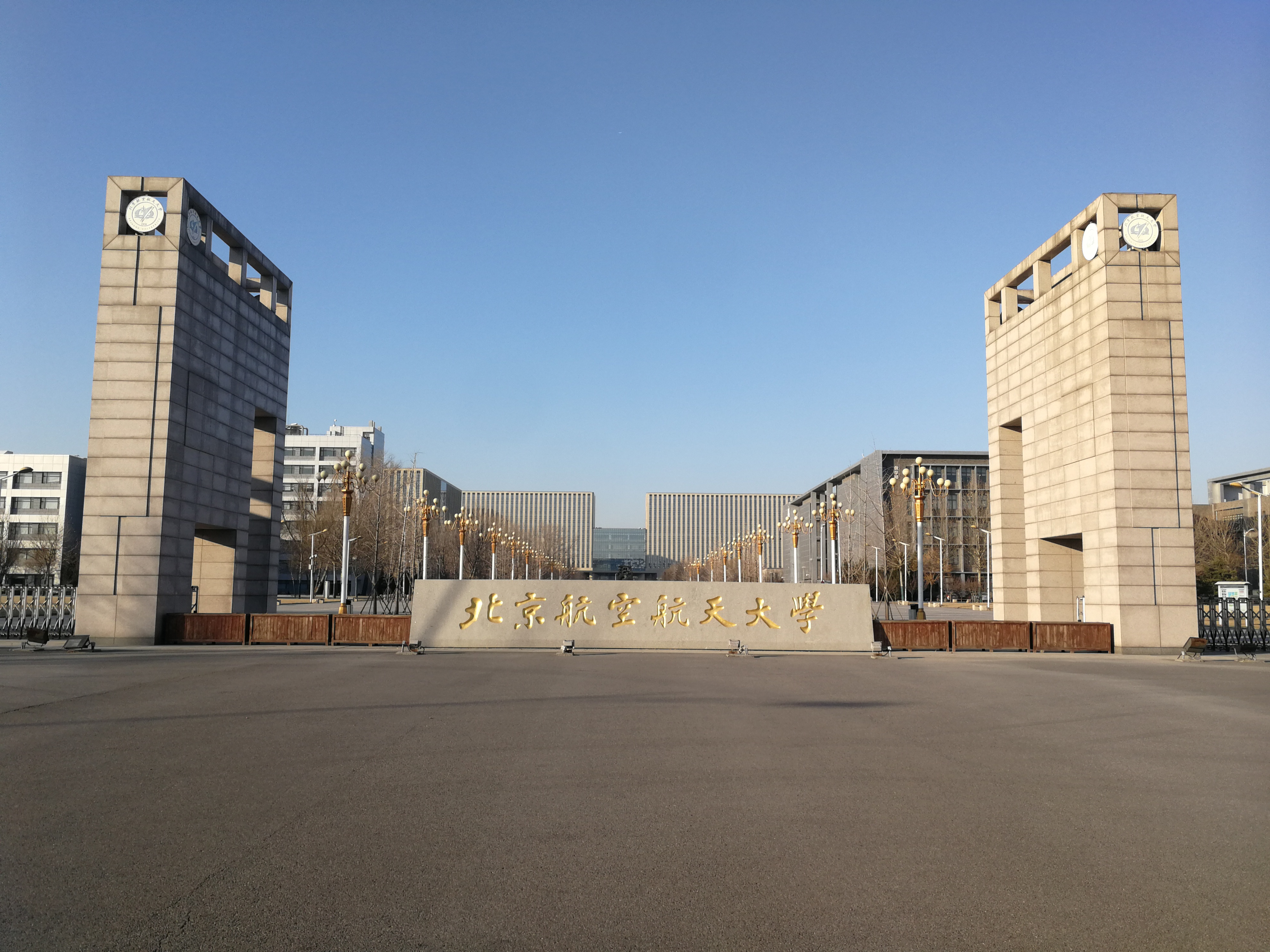
沙河校区正门（南门）

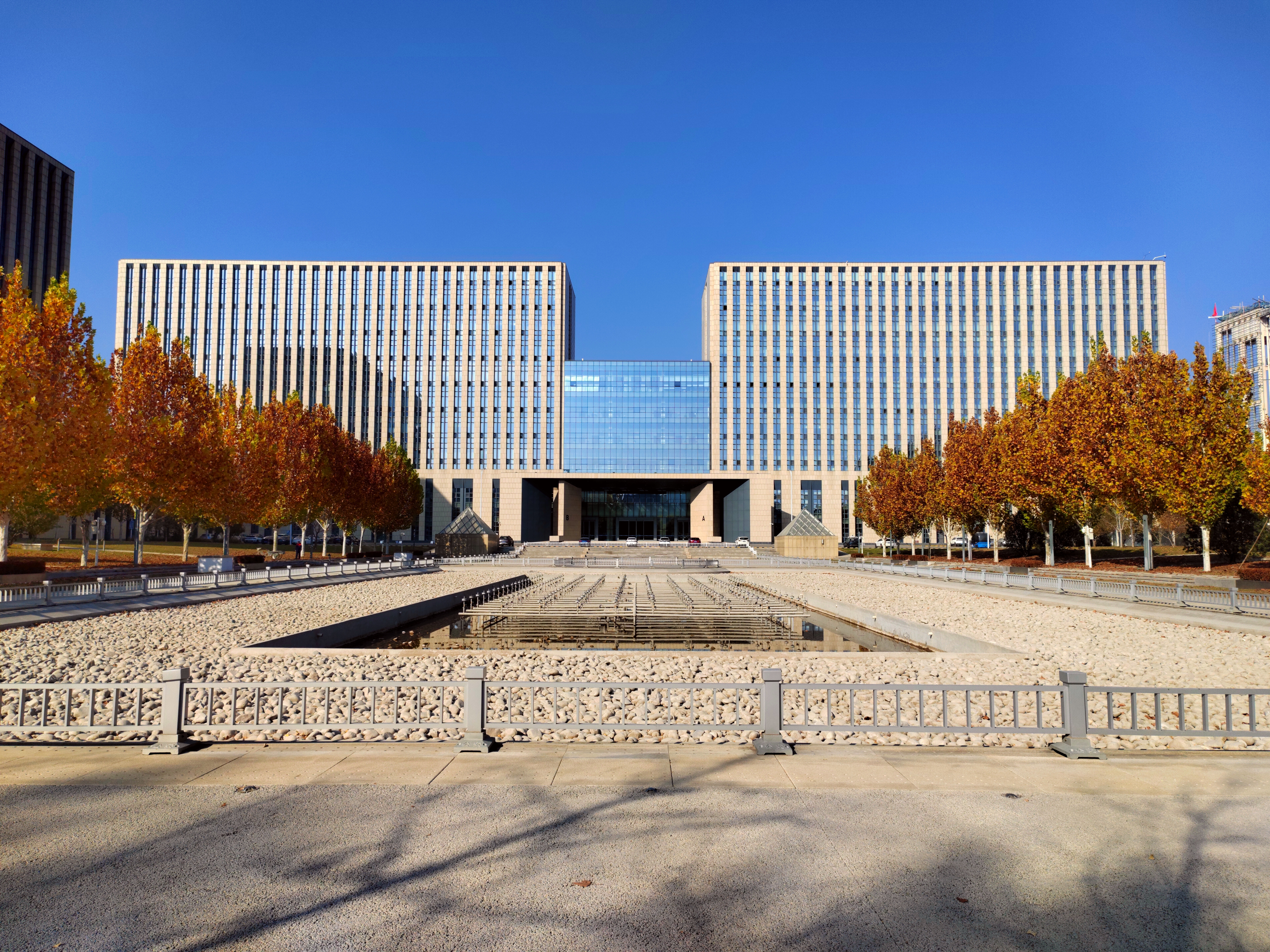
沙河校区主教学楼特写

北京航空航天大学沙河校区，位于北京市昌平区沙河高教园区，北沙河中路西侧，距学院路校区约26公里，通信地址是北京市昌平区高教园南三街9号，邮编102206。
沙河校区占地面积97万平方米，规划建筑面积为62万平方米，主要由五座连体的教学楼，七座连体的实验楼，四座学生公寓，包括银行，超市等的综合建筑物，体育场，工程训练中心，食堂，以及已部分投入使用的重点实验室，图书馆等建筑物组成。2010年9月部分投入使用，如今仍有部分在建。沙河校区远离市中心，故较为安静，环境也较好。目前沙河校区基本设施已完善，距离北京地铁昌平线沙河站、沙河高教园站2公里左右，交通较为便捷。

### 窦店基地
位于北京市房山区窦店镇“中关村新兴产业前沿技术研究院”，距离学院路校区53公里，设有北航医工交叉创新研究院、北京市生物医学工程高精尖创新中心。

### 杭州国际校园
原名中法航空校园，位于浙江省杭州市余杭区瓶窑镇双红桥街166号，占地约4000亩，2023年5月挂牌启用。现使用主体为北京航空航天大学中法航空学院，是北京航空航天大学与法国国立民航大学在杭州联合举办的一所中外合作办学单位，为北京航空航天大学的内设二级学院，自2023年起招收本科生、2024年起招收硕士研究生。

### 青岛研究院
北京航空航天大学青岛研究院，是北京航空航天大学在京外设置的首个研究院，位于山东省青岛市崂山区，通信地址是山东省青岛市崂山区松岭路393号，邮编266104。
研究院园区占地面积63990.6平方米；建筑总面积102794.05平方米；运动场面积3600平方米，含2个篮球场、1个5人制足球场、1个排球场、1个器械场。园区共有6栋楼座，1号楼规划为教师专家公寓；2号楼为学生公寓；3号楼六层、七层为虚拟现实研究院；4号楼二层为北航青岛研究院职能部门办公场所；5号楼为教学、学生文化交流活动及实践创新综合楼；6号楼四层为精密仪器与光电研究院，五层为微电子研究院，六层为新材料研究院，七层为院士工作站。研究院成立于2016年5月28日，以北航虚拟现实技术与系统国家重点实验室为核心科研力量。2017年启用，迎来第一批研究生。

### 合肥创新研究院
北京航空航天大学合肥创新研究院，位于安徽省合肥市瑶海区新站综合开发试验区少荃湖（老郭冲水库）北侧，占地约2500亩，于2018年启用。
原计划同时建设合肥校区，根据教育部从严控制高校异地办学的政策，终止建设。

### 苏州创新研究院
北京航空航天大学苏州创新研究院，是北京航空航天大学正在建设的研究院，且未来可能扩建为校区，位于江苏省苏州市虎丘区高新区，2017年11月22日签约，将于2018年启用。

### 成都研究院
北京航空航天大学成都研究院，是北京航空航天大学正在建设的研究院，主体位于四川省成都市天府新区成都科学城，此外还在彭州市和泸州市有研究生培养基地，将于2018年启用。

### 昆明创新研究院
北京航空航天大学昆明创新研究院，是北京航空航天大学正在建设的研究院，位于云南省昆明市。2017年11月22日，云南省与北京航空航天大学签署了合作协议。

### 杭州创新研究院

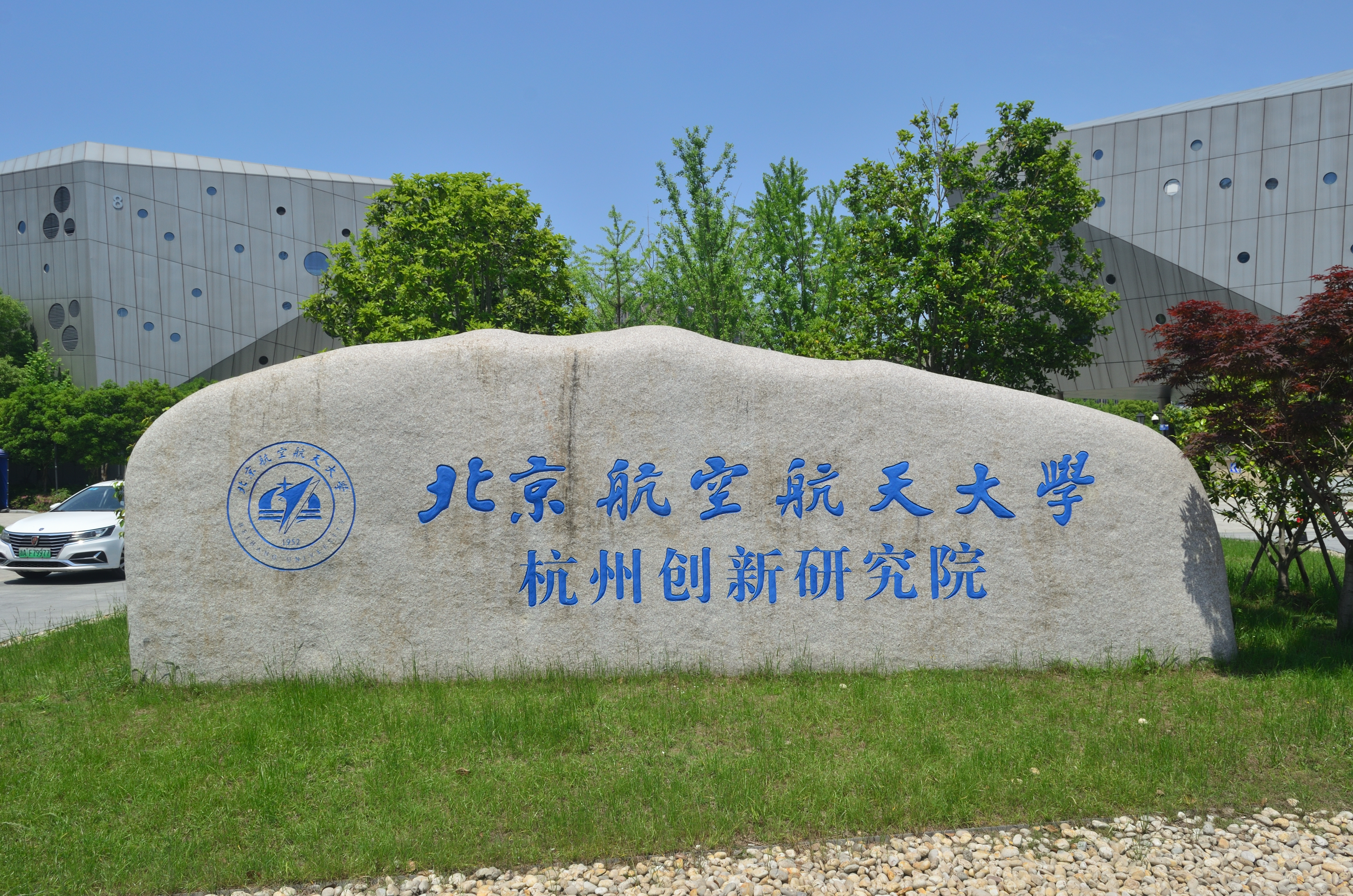
北京航空航天大学杭州创新研究院

北京航空航天大学杭州创新研究院，是北京航空航天大学正在建设的研究院，位于浙江省杭州市滨江区高新区。2017年12月9日，北京航空航天大学与杭州市滨江区签约合作共建杭州创新研究院和研究生院，未来将容纳2500名研究生。

### 青岛校区（已终止）
北京航空航天大学青岛校区，位于山东省青岛市蓝谷，规划总占地达到3000亩，入驻航空航天、材料科学、智能制造，微电子等8个学院，原定2019年迎来第一批新生。
根据教育部从严控制高校异地办学的政策，该校区已停止建设。

### 北海学院（已终止）
北京航空航天大学北海学院，是北京航空航天大学的独立学院，由北京航空航天大学与北海市人民政府共同管理，位于广西壮族自治区北海市银海区，2005年成立，2013年暂停招生。2017年8月25日，北海市人民政府对北京航空航天大学北海学院进行了资产处置及体制梳理。原定于2018年恢复招生。北航设有北海办学工作领导小组，由副校长负责工作。
2023年8月，转设为桂林电子科技大学北海银滩校区。

## 行政管理

### 行政隶属
北航建校以来，先后隶属于第一机械工业部、第三机械工业部、航空工业部、航空航天工业部、国防科工委、国务院国防科工委、工业和信息化部。这些部委都是和航空航天工业直接相关的政府部门。
现今，北航隶属于中华人民共和国工业和信息化部，为党委书记和校长列入中央管理的高校（中管高校），由国家国防科技工业局管理，并由中华人民共和国工业和信息化部、中华人民共和国教育部、中国工程院和北京市人民政府四方共建。

### 历任校长和党委书记列表[35]
| 就任日期 | 卸任日期 | 校长       | 备注                                                           |
| -------- | -------- | ---------- | -------------------------------------------------------------- |
| 1952.10  | 1954.6   | 杨待甫     | 党总支书记，兼任副院长、院务委员会主席，主持建院初期的领导工作 |
| 1954.6   | 1963.7   | 武光       | 北京航空学院首任院长                                           |
| 1963.9   | 1966.6   | 王大昌     | 1965.11正式任命，1966年被实际停职                              |
| 1967.5   | 1968.12? | 韩爱晶     | 革命委员会主任                                                 |
| 1971.6   | 1974.1   | 李世安少将 | 党委书记兼任                                                   |
| 1974.2   | 1977.11  | 王振少将   | 党委书记兼任                                                   |
| 1977.11  | 1979.8   | 陈达明     | 党委书记兼任                                                   |
| 1979.8   | 1980.10  | 王大昌     | 复职                                                           |
| 1980.10  | 1982.11  | 沈元院士   | 后为北航名誉院（校）长                                         |
| 1982.11  | 1988.7   | 曹传钧     | 任内北航升格为大学                                             |
| 1988.7   | 2002.1   | 沈士团     | 1958年至1963年在北航2系本科就读                                |
| 2002.1   | 2009.5   | 李未院士   | 争议颇多                                                       |
| 2009.6   | 2015.2   | 怀进鹏院士 |                                                                |
| 2015.3   | 2022.9   | 徐惠彬院士 |                                                                |
| 2022.9   | 现任     | 王云鹏院士 |                                                                |

| 就任日期 | 卸任日期 | 党委书记   | 备注                                                        |
| -------- | -------- | ---------- | ----------------------------------------------------------- |
| 1952.10  | ?        | 杨待甫     | 党总支书记，兼任副院长、院务委员会主席                      |
| ?        | ?        | 程九柯     | 党总支书记                                                  |
| 1954.11  | 1956.8   | 周天行     |                                                             |
| 1956.8   | 1960.7   | 武光       | 党委第一书记，兼任院长                                      |
| 1958.4   | 1960.11  | 臧伯平     | 党委第二书记                                                |
| 1960.7   | 1966.6   | 王恒       | 党委第一书记，1962.12改称党委书记，1966年被实际停职         |
| 1971.6   | 1974.1   | 李世安少将 | 兼任院长，“军宣队”成员，1974年撤出                          |
| 1974.2   | 1977.11  | 王振少将   | 兼任院长                                                    |
| 1977.11  | 1982.11  | 陈达明     | 1979.8前兼任院长                                            |
| 1979.8   | 1980.7   | 周天行     | 党委第二书记                                                |
| 1982.11  | 1985.6   | 朱开轩     |                                                             |
| 1985.6   | 1988.4   | 胡孝宣     |                                                             |
| 1988.5   | 1989.3   | 陈忠       |                                                             |
| 1989.3   | 1996.6   | 朱万金     |                                                             |
| 1996.6   | 2002.1   | 楼士礼     |                                                             |
| 2002.1   | 2010.12  | 杜玉波     |                                                             |
| 2011.1   | 2015.9   | 胡凌云     |                                                             |
| 2015.9   | 2017.12  | 张军院士   | 1983年至1987年在北航2系就读，后在北航获学士、硕士、博士学位 |
| 2017.12  | 2021.12  | 曹淑敏     | 1985年至1989年在北航2系就读，后在北航获学士、硕士学位       |
| 2022.4   | 现任     | 赵长禄     |                                                             |

### 办学经费
自建校以来，北航的办学经费均由国家财政直接拨款供给，且由于学校研究方向的特殊性，即使是国家财政的困难时期也未有间断。根据教育部2018年5月22日公示的《2017年高等学校科技统计资料汇编》显示，北航2016年度科技经费达27.0124亿元人民币，平均每位教学科研人员分得116.68万元，位居全国第一。

## 传统

### 校名

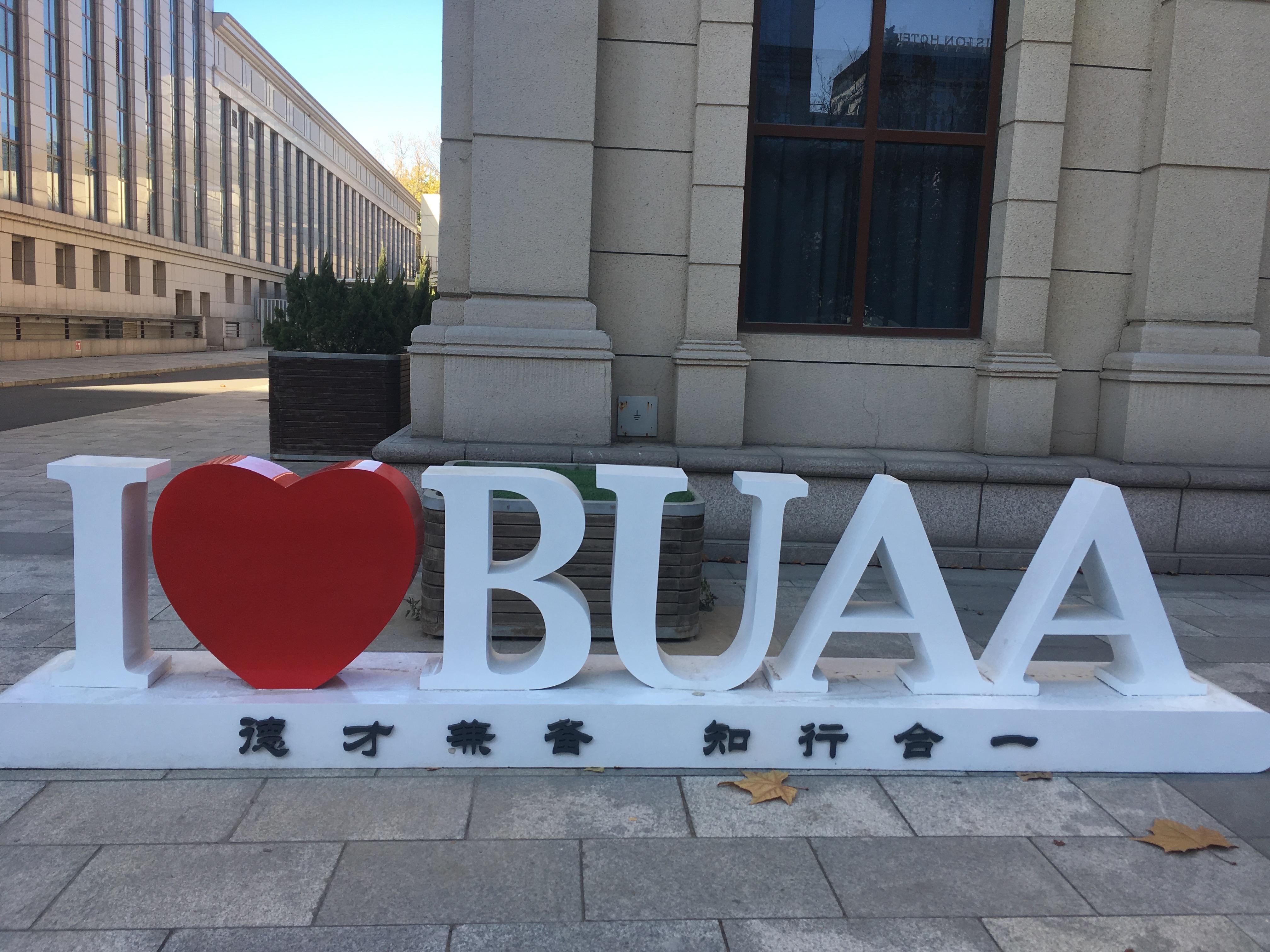
校园内的“我爱BUAA”标识

北京航空航天大学在1952年建立时校名为“北京航空学院”，简称为“北航”。1988年，校名更改为如今的“北京航空航天大学”，简称沿用“北航”，英文校名为“Beijing University of Aeronautics and Astronautics”，英文简称为“BUAA”。2002年，北航的英文名更改为如今的“Beihang University”，英文简称沿用“BUAA”。
现今的北京航空航天大学中文校名由书法家赵朴初先生于1988年北航更改校名之际题写。

### 校徽、校旗
北京航空航天大学校徽，主体为内外两层的同心圆形，和谐而自然，象征宇宙的无限深远、时空浑一而又参差多态的多层次结构。其核心图案，昂扬向上的双箭头（飞行器）乃是航空航天器的抽象图形，和展开的书卷、椭圆的卫星轨道以及星座闪烁的太空，共同组成了北航认同的一种精神文化，突出了北航的航空航天高新技术特色。
标志中的1952字样，不仅是北航的建校年代，更从特殊的历史角度突出了北航人肩负的历史使命，那是国家的重托和一个千年民族的殷切希望。
赵朴初先生题写的中文校名和英文校名形成了鲜明的比照体系：中国书法的文化意蕴，显示了北航对中华民族悠久文化传统的继承和发扬；英文校名则展示了在新的历史时期，北航走向国际化、现代化的决心。
标志的基础色调为校色“科技蓝”(#01519A)，具有开放、严谨、稳重、进取的内涵，呈现出北航文化中独有的志在蓝天、勇于探索的特质，也是北航人倾注特殊感情的一种色彩。
似乎于2002年启用的北航校旗为蓝底白字（或白底蓝字），上侧为北航校徽，下侧为北航中、英文校名。若干面校旗曾随神舟四号和神舟九号翱翔太空，并作为C919客机的首批“乘客”。2002年之前的校旗资料较少，据2001年北京申办奥运成功的视频资料，显示为红底黄字校旗，左上角为校徽，右下角为“北航”二字（字体未知，但仍能在北航周围的写字楼上看到）。

### 校歌
2010年5月13日，北京航空航天大学宣布《仰望星空》为该校的校歌，校歌作曲为刘晖，歌词使用时任国务院总理温家宝的诗作《仰望星空》。

### 校风、校训
北航的校风是“艰苦朴素、勤奋好学、全面发展、勇于创新”。“艰苦朴素”表现为艰苦创业，脚踏实地，朴实无华，扎扎实实，行胜于言；“勤奋好学”表现为勤奋努力，刻苦钻研，热爱科学，孜孜不倦，追求真理；“全面发展”表现为德才兼备，品学兼优，知行合一，突出素质，认真做人、做事、做学问；“勇于创新”表现为勇于探索、不断攀登、敢为人先、百折不挠、止于至善。
北航的校训是“德才兼备、知行合一”。“德才兼备”即品学兼优，要求全校师生员工既要品行端正，为人正直，具有较高的道德水准，又要有丰富的文化知识、良好的综合素质和较强的工作能力，善于发现问题、分析问题、解决问题，堂堂正正做人、认认真真做事、踏踏实实做学问，努力成为讲道德、守法纪、有文化、能创新的高素质人才；“知行合一”要求全校师生员工既要追求真理、善于学习，又要勇于实践，敢于创新，理论与实践相结合，在实践中不断学习、不断提高、不断创造，运用所学知识解决现实问题。同时，也要笃行诚信，言行一致，表里如一。
因在脱贫攻坚战中作出突出贡献，2021年2月25日全国脱贫攻坚总结表彰大会上，北京航空航天大学扶贫工作办公室被授予“全国脱贫攻坚先进集体”。

### 校庆
北京航空航天大学的校庆日为每年10月25日，因北航在1952年此日成立。
因校庆日当天北航不单独放假，北航的学生往往在距校庆日最近的周末举行活动“校庆嘉年华”，届时各学院、学生社团都会摆出展台，一起为学校庆祝生日。但是北航决定2022年校庆日单独放假一天。
2023年校庆因为李克强总理逝世被迫推迟一周。

## 学生活动

### 冯如杯

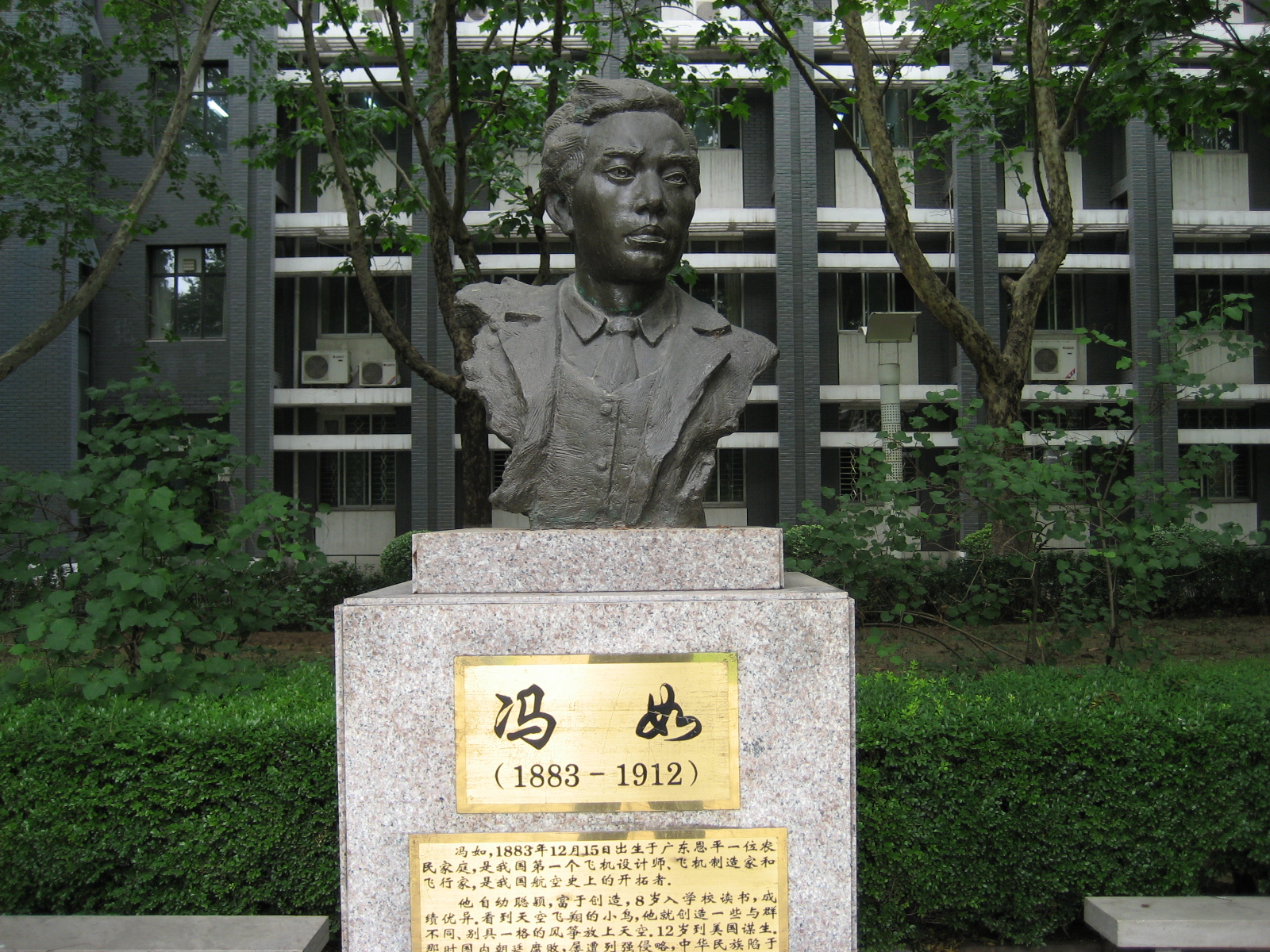
学院路校区图书馆旁的冯如像

“冯如杯课外科技学术作品竞赛”从1990年开始举办，每年举办一次。“冯如杯”意为纪念飞行英雄冯如。冯如杯参赛对象为本科生，2005年起增加论文形式的参赛作品。如果一个院系能够连续三届获得总分第一名，那么可以永久保存冯如杯。目前计算机学院永久保留3座冯如杯，电子信息工程学院和机械工程及自动化学院也曾获永久保存冯如杯的殊荣。

### 体育活动

#### 网球
北京航空航天大学网球协会（下称网球协会）始建于1998年，并于2003年发展成为具有会员650余人的学生团体，并协助组建北京航空航天大学校网球队。网球协会于同年创办北京航空航天大学网球公开赛（BUAA OPEN），该项赛事每学年举办两次，参赛者来自北京各大高校及中科院系所。此项赛事延续至今，现已成为北京市大学生网球的一项重要赛事。

#### 排球
2004年北航男子排球队成功晋级全国男子排球甲A联赛并连续两年保级成功，成为中国实行职业联赛以来首支打入全国甲A排球联赛的大学生队，为全国2000多万在校大学生赢得了荣誉，2006年在全国男子排球职业联赛中获第13名。

#### 武术
北航武术队多次在北京市高校武术比赛中取得优异成绩。

### 大学生艺术团
北航大学生艺术团包括舞蹈团、合唱团、管乐团、室内乐团以及民乐团。北航大学生舞蹈团即北京大学生歌舞团，是北京大学生艺术团六个分团之一。该团自创建以来囊括了历届北京市高校舞蹈比赛所有一等奖，1996年、1999年、2005年在全国大学生文艺汇演及艺术节舞蹈比赛中均获一等奖。北航大学生合唱团是中国合唱协会集体会员，曾连续六届获得北京市大学生合唱比赛一等奖，1999年获得全国大学生合唱比赛一等奖，2006年荣获第八届中国国际合唱节铜奖。北航大学生艺术团曾先后赴奥地利、法国、德国、马来西亚、香港等国家和地区进行友好访问演出，得到了受访国家观众的高度赞誉，使北航艺术团的的影响力扩展到国外。

### 学生社团
截至2014年6月，北航已经有160多个学生社团，并且仍然不断有新社团涌现，包括人文、科技、实践、体育、艺术五大类，其数量和质量在北京高校中名列前茅，覆盖本科一年级到博士生二年级。

#### 社团联合会
北京航空航天大学学生社团联合会（Students’Association Union of BeiHang University），简称“北航社联”，是一个在校党委的领导下，校团委指导下，管理学生社团工作、服务学生社团发展的学生社团联合体，是学校及社会联系学生社团的桥梁和纽带，是校园文化的重要载体。自成立以来，北航社联一直秉承着“高效源自专注”的理念，致力于繁荣北航的校园文化和社团文化，为学生社团提供优质的服务以促进其更好地发展。

#### 北京航空航天大学学生社团发展与服务中心
学生社团发展与服务中心（以下简称“社团中心”）是在校团委社团工作部指导下开展工作，以联系社团、服务社团为根本职能的学生社团组织，是社团与学校和广大同学沟通的桥梁纽带，是校园文化的重要载体。社团中心秉持“高效源自专注”的理念，聚焦社团发展需求，力求为全校学生社团发展提供全方位、宽领域的服务，助力校园文化繁荣向上。
截止2020年1月，社团中心服务和管理的社团已经达到了103个，包括人文、艺术、科技、体育和实践五大类别。

#### 北航摄影协会
北航摄影协会（Photographic Association of BUAA），简称“北航影协”，成立于1957年，是现存的历史最悠久的北航社团，也是北京市内少数拥有自己影棚的摄影社团之一。曾获北航2005-2006年、2008-2009年度“十佳社团”等荣誉称号。曾在学院路校区的大学生活动中心（已拆除）内设有专门的办公室。沙河校区于2010年建立之后，在学院路、沙河两校区设立分部。从2011年开始，北航影协开始举办每年一度的“我最喜爱的十张照片”活动（Best10），鼓励同学们以挑选十张照片的方式回顾自己一年内的摄影经历。自2013年起，Best10活动拓展到全北京市，成为北京市高校摄影社团中的最重要的年度活动之一。2016年秋季，建立北航摄影协会干事团，为社团成员提供更丰富的优质活动。2018年春季，成立北航影协摄影队，队内分为风光组和人像组，并定期进行授课和作品展示。

#### 北斗巡星会
北航北斗巡星会成立于1997年9月，由北航材料学院95级学生蒋唯沧组织建立，当时名为北航天文学会。06年更名为北斗巡星会。协会连续多年获北航十佳社团和五星级社团称号，常年开展各种观测活动和路边天文活动，为学校天文科普事业做出很大贡献，是北京高校天文社团联盟的成员并与北京天文馆建立了良好关系。

#### 北航行者自行车协会
北京航空航天大学行者自行车协会，简称行者车协，于2010年10月7日由2010级4系的王帅同学成立，前身是2000年成立的老校区“北航自行车协会”。行者车协旨在团结北航的自行车骑行爱好者，以及在自行车技术和户外骑行方面为全校师生提供服务。目前协会在沙河校区有200余名会员。协会曾被评为“五星级社团”，在2016年荣获“全球百家体育公益社团”。

#### 北航马克思主义学会
北航马克思主义学会成立于1996年，是北航校内历史悠久的人文社团，2003年因领导组织针对五食堂广告的抗议而名声大噪。
2025年4月，北航社团中心公众号发布的《【百团预热】社团介绍—人文类》一文中，没有出现北航马克思主义学会。北航马克思主义协会已于此前解散。

#### 北航光影星空电影协会
北京航空航天大学光影星空电影协会，简称北航影协，成立于2010年，旨在向北航同学分享电影，与同学们共同欣赏电影艺术。协会多年被评为“五星级社团”。

### 毕业季挂床单展
从2010年起，北航最受公众关注的学生自发活动就是毕业季挂床单展。学生离校前夕，通过在阳台上挂床单、被子来书写离别心情。其中有留恋，有恶搞，有对自己的调侃，也有对学校的不满。这些毕业床单标语，通过互联网快速传播，已经成为受人关注的社会热点现象。

## 争议
2002年改校名风波
2002年，新上任的北航校长李未以“推动学校国际化”为由拟定将学校中文名称更改为“北航大学”，将英文名称变更为“Beihang University”，将英文简称变更为BHU，但是由于校内师生及毕业校友的强烈反对，最终决定保留现有中文名称和英文简称，仅修改学校的英文名称。
2003年学五食堂广告事件
2003年9月18日，北航学五食堂改制后重新开业，公然打出“九一八，就要发”的广告条幅，引发了师生的强烈不满。此后在学生社团“马克思主义学会”的领导下，组织了一系列抗议活动。由于学校方面迟迟不作出对五食堂和后勤集团的处罚决定，导致事态升级。部分学生趁机喊出了“爱国无罪”等口号扩大事态，随后学校匆忙决定以通知的形式由后勤集团和学五食堂经理发表书面文件，承认“宣传失当”，在学五食堂举行爱国主义教育活动。事后学校、后勤集团、学五食堂方面无一人受到处罚。
2004年广西招生丑闻
2004年高考招生工作进行中，一名广西的考生家长向媒体反映他的孩子不久前被北京航空航天大学录取，但附加条件就是必须交10万元，否则领不到录取通知书。此事经网络和中央电视台披露后，震惊全国，北航校长李未被迫通过媒体发表道歉声明。相关责任人不久后被处罚。
2011年五毛蛋争议
时任总理温家宝在2011年10月1日到北京航空航天大学考察期间，在询问饭菜价格时，北航2010级研究生范祺锋告诉温家宝鸡蛋是五毛钱一个，温家宝听到范祺锋的话后称物价已经稳定下来了，进而引发了巨大争议。2011年以来，中国消费者价格指数居高不下，尤其当年9月份的统计，农产品连涨6周，在这种情况下，温家宝的这一番谈话成为中国国庆期间网民热议的话题，有网民对北航饭堂的价格的真实性提出质疑。不过也有网民反映，很多北京的高校的鸡蛋价格是五毛或者更低，大学的食品价格是享受了国家和学校的双重补贴后的价格，并不一定能反映当前市场的价格。这一看法也得到了北航方面的赞同。事件发生后，许多非大学师生到北航的大学食堂购餐，导致北航等高校出现针对鸡蛋等基本食品实行限购措施。
2012年刘沛清科研腐败事件
2012年，审计署通报称北京航空航天大学教授刘沛清将190万元科研项目经费转入个人账户存放、并通过签订不实合同套取其他科研项目经费33万元，并于同年3月，将此问题线索移送中央纪委驻工业和信息化部纪检组查处。2012年7月，北京航空航天大学给予刘沛清党内严重警告、行政记大过处分。目前此人仍在北航任职，担任核心通识课程“现代大学概论”教师。
2014年体育场告示牌
2014年，北京航空航天大学体育场告示牌出现语法错误，原句为：“严禁在田径场内进行轮滑、儿童车辆、自行车等一切车辆，放风筝等球类进入场内。”引起热议。
2018年陈小武性骚扰博士生事件
2018年1月1日，现居美国的博士生罗茜茜在个人新浪微博上发表文章，指控副导师陈小武对其实行性骚扰，并称至少6名其他女学生有同样遭遇。校方随后公布称，已暂停陈小武职务，调查事件，但是陈小武则向媒体称自己“没做违法乱纪的事”。2018年1月11日，北京航空航天大学决定撤销陈小武全部职务，取消其教师资格。因为此事件前后有多所高校被曝出教职工性骚扰甚至性侵犯学生的事件，因此本事件受到国内外媒体广泛报道、持续关注，进而担忧中国大陆女性人权。